# Stra
Stra é uma comuna italiana da região do Vêneto, província de Veneza, com cerca de 5.353 habitantes. Estende-se por uma área de 8 km², tendo uma densidade populacional de 669 hab/km². Faz fronteira com Dolo, Fiesso d'Artico, Fossò, Noventa Padovana (PD), Vigonovo, Vigonza (PD).
Em Stra situa-se a Villa Pisani.

## Demografia
| Variação demográfica do município entre 1861 e 2011                               |
|                                                                                   |
| Fonte: Istituto Nazionale di Statistica (ISTAT) - Elaboração gráfica da Wikipedia |